# International Champions Cup 2015
La International Champions Cup 2015 fue la 3ª edición de este torneo bajo su actual nombre, y en general la sexta edición de esta competencia organizada anualmente por la empresa estadounidense Relevent Sports Group, la cual reúne a los mejores clubes del mundo y sirve como preparación de cara a la temporada futbolística 2015-16. Se disputará entre el 11 de julio y 5 de agosto de 2015 en 3 zonas geográficas: Australia, China y Norteamérica junto a Europa. 
El torneo estará conformado por 15 clubes, los cuales jugaran (dependiendo de su zona) un total de entre 2 a 4 partidos cada uno. En caso de empate después de los 90 minutos reglamentarios, se ejecutara una tanda de penaltis en donde el ganador de esta obtendrá 2 puntos, mientras que al perdedor solo se le otorgara una unidad. Al finalizar todos los encuentros, el equipo mejor ubicado en cada una de las tablas regionales se proclamara campeón de su respectiva zona geográfica. Para determinar al mejor equipo de la competencia (aunque no se considere un título como tal) se tomaran en cuenta todos los partidos en general, en donde al club mejor posicionado se le adjudicara este logro.

## Sistema de puntuación
| Partido Ganado | Partido Ganado (Penales) | Partido Perdido (Penales) | Partido Perdido |
| -------------- | ------------------------ | ------------------------- | --------------- |
| 3 Puntos       | 2 Puntos                 | 1 Punto                   | 0 puntos        |

## Equipos participantes

### Zona de Australia
| País                  | Equipo          | Ciudad     | Confederación | Liga           |
| --------------------- | --------------- | ---------- | ------------- | -------------- |
| Bandera de Inglaterra | Manchester City | Mánchester | UEFA          | Premier League |
| Bandera de Italia     | AS Roma         | Roma       | UEFA          | Serie A        |
| Bandera de España     | Real Madrid     | Madrid     | UEFA          | Liga BBVA      |

### Zona de China
| País              | Equipo            | Ciudad | Confederación | Liga      |
| ----------------- | ----------------- | ------ | ------------- | --------- |
| Bandera de Italia | FC Internazionale | Milán  | UEFA          | Serie A   |
| Bandera de Italia | AC Milan          | Milán  | UEFA          | Serie A   |
| Bandera de España | Real Madrid       | Madrid | UEFA          | Liga BBVA |

### Zona de Norteamérica y Europa
| País                      | Equipo               | Ciudad           | Confederación | Liga           |
| ------------------------- | -------------------- | ---------------- | ------------- | -------------- |
| Bandera de España         | FC Barcelona         | Barcelona        | UEFA          | Liga BBVA      |
| Bandera de Inglaterra     | Manchester United    | Mánchester       | UEFA          | Premier League |
| Bandera de Francia        | París Saint-Germain  | París            | UEFA          | Ligue 1        |
| Bandera de Italia         | Fiorentina           | Florencia        | UEFA          | Serie A        |
| Bandera de México         | América              | Ciudad de México | CONCACAF      | Liga MX        |
| Bandera de Portugal       | Benfica              | Lisboa           | UEFA          | Primeira Liga  |
| Bandera de Inglaterra     | Chelsea              | Londres          | UEFA          | Premier League |
| Bandera de Estados Unidos | Los Angeles Galaxy   | Carson           | CONCACAF      | MLS            |
| Bandera de Estados Unidos | New York Red Bulls   | Harrison         | CONCACAF      | MLS            |
| Bandera de Estados Unidos | San Jose Earthquakes | San José         | CONCACAF      | MLS            |

## Sedes
| Melbourne                | Guangzhou          | Shanghái            | Shenzhen                | Toronto           | Londres           |
| ------------------------ | ------------------ | ------------------- | ----------------------- | ----------------- | ----------------- |
| Melbourne Cricket Ground | Estadio Tianhe     | Estadio de Shanghái | Shenzhen Universiade SC | BMO Field         | Stamford Bridge   |
| Capacidad: 100,024       | Capacidad: 54,856  | Capacidad: 56,842   | Capacidad: 60,334       | Capacidad: 30,586 | Capacidad: 41,837 |
|                          |                    |                     |                         |                   |                   |
| Florencia                | Ciudad de México   | Carson              | Charlotte               | Chicago           | Harrison          |
| Estadio Artemio Franchi  | Estadio Azteca     | StubHub Center      | Bank of America Stadium | Soldier Field     | Red Bull Arena    |
| Capacidad: 43,147        | Capacidad: 105,000 | Capacidad: 27,000   | Capacidad: 75,412       | Capacidad: 61,500 | Capacidad: 25,000 |
|                          |                    |                     |                         |                   |                   |
| Hartford del Este        | Landover           | Pasadena            | San José                | Santa Clara       | Seattle           |
| Rentschler Field         | FedEx Field        | Rose Bowl Stadium   | Avaya Stadium           | Levi's Stadium    | CenturyLink Field |
| Capacidad: 40,642        | Capacidad: 82,000  | Capacidad: 90,888   | Capacidad: 18,000       | Capacidad: 68,500 | Capacidad: 72,000 |
|                          |                    |                     |                         |                   |                   |

## Partidos

### Australia
| Equipos         | Pts | PJ | PG | Gp | Pp | PP | GF | GC | Dif |
| --------------- | --- | -- | -- | -- | -- | -- | -- | -- | --- |
| Real Madrid     | 4   | 2  | 1  | 0  | 1  | 0  | 4  | 1  | +3  |
| Roma            | 3   | 2  | 0  | 1  | 1  | 0  | 2  | 2  | 0   |
| Manchester City | 2   | 2  | 0  | 1  | 0  | 1  | 3  | 6  | -3  |

| 18 de julio de 2015, 19:00 (UTC+10) | Real Madrid                                                     | 0:0 (t. s.)(6:7 p.)        | Roma                                                           | Melbourne Cricket Ground, Melbourne                          |  |
|                                     |                                                                 |                            |                                                                | Asistencia: 80,746 espectadores Árbitro(s): Mark Clattenburg |  |
|                                     |                                                                 | Tiros desde el punto penal |                                                                |                                                              |  |
|                                     | Danilo · Kroos · Lucas Silva · Isco · Benzema · Nacho · Vázquez |                            | Pjanić · Ljajić · Destro · Florenzi · Iturbe · Paredes · Keita |                                                              |  |

| 21 de julio de 2015, 20:00 (UTC+10) | Roma                                                    | 2:2 (1:1) (t. s.)(4:5 p.)  | Manchester City                                    | Melbourne Cricket Ground, Melbourne                       |                                                           |
|                                     | Pjanić 8' · Ljajić 87'                                  | Reporte                    | 3' Sterling · 51' Iheanacho                        | Asistencia: 41.000 espectadores Árbitro(s): Jarred Gillet | Asistencia: 41.000 espectadores Árbitro(s): Jarred Gillet |
|                                     |                                                         | Tiros desde el punto penal |                                                    |                                                           |                                                           |
|                                     | Nainggolan · Ljajić · Destro · Falque · Doumbia · Keita |                            | Touré · Kolarov · Navas · Lopes · Hart · Horsfield |                                                           |                                                           |

| 24 de julio de 2015, 20:00 (UTC+10) | Manchester City | 1:4 (1:3) | Real Madrid                                             | Melbourne Cricket Ground, Melbourne                         |                                                             |
|                                     | Touré 45+4'     | Reporte   | Benzema 21' · C. Ronaldo 25' · Pepe 44' · Chéryshev 77' | Asistencia: 99,382 espectadores Árbitro(s): Hiroyuki Kimura | Asistencia: 99,382 espectadores Árbitro(s): Hiroyuki Kimura |

### China
| Equipos        | Pts | PJ | PG | Gp | Pp | PP | GF | GC | Dif |
| -------------- | --- | -- | -- | -- | -- | -- | -- | -- | --- |
| Real Madrid    | 5   | 2  | 1  | 1  | 0  | 0  | 3  | 0  | +3  |
| Milan          | 4   | 2  | 1  | 0  | 1  | 0  | 1  | 0  | +1  |
| Internazionale | 0   | 2  | 0  | 0  | 0  | 2  | 0  | 4  | -4  |

| 25 de julio de 2015, 20:00 (UTC+8) | Milán     | 1:0 (0:0) | Internazionale | Shenzhen Universiade Sports Centre, Shenzhen |                     |
|                                    | Mexès 62' | Reporte   |                | Árbitro(s): Tan Hai                          | Árbitro(s): Tan Hai |

| 27 de julio de 2015, 20:00 (UTC+8) | Internazionale | 0:3 (0:1) | Real Madrid                       | Estadio Tianhe, Guangzhou                           |                                                     |
|                                    |                |           | Jesé 29' · Varane 56' · James 88' | Asistencia: 39,846 espectadores Árbitro(s): Fu Ming | Asistencia: 39,846 espectadores Árbitro(s): Fu Ming |

| 30 de julio de 2015, 20:00 (UTC+8) | Real Madrid                                                                                       | 0:0 (10:9 p.)              | Milán | Estadio de Shanghái, Shanghái |  |
|                                    |                                                                                                   |                            | | Árbitro(s): Wang Di           |  |
|                                    |                                                                                                   | Tiros desde el punto penal | |                               |  |
|                                    | James · Marcelo · Casemiro · Ramos · Kroos · Carvajal · Nacho · Chéryshev · Isco · Jesé · Casilla |                            | Nigel De Jong · Matri · Bacca · Honda · Adriano · Montolivo · Zapata · Mauri · Calabria · Paletta · Donnarumma |                               |  |

### Norteamérica y Europa
"Los resultados oficiales de la Major League Soccer entre los contendientes americanos participantes tuvieron a su vez validez para esta edición." Estos partidos fueron el 17 de abril entre el New York Red Bulls y los San Jose Earthquakes (2–0), el 26 de abril entre el New York Red Bulls y Los Angeles Galaxy (1–1, recibiendo ambos 1 punto, equivalente a 'un partido perdido después de penaltis' para efectos de la clasificación), y el 17 de julio entre los LA Galaxy y los San Jose Earthquakes (5–2).
| Equipos              | Pts | PJ | PG | Gp | Pp | PP | GF | GC | Dif |
| -------------------- | --- | -- | -- | -- | -- | -- | -- | -- | --- |
| Paris Saint-Germain  | 10  | 4  | 3  | 0  | 1  | 0  | 10 | 4  | +6  |
| New York Red Bulls   | 10  | 4  | 3  | 0  | 1  | 0  | 9  | 4  | +5  |
| Manchester United    | 9   | 4  | 3  | 0  | 0  | 1  | 7  | 4  | +3  |
| Fiorentina           | 8   | 4  | 2  | 1  | 0  | 1  | 5  | 5  | 0   |
| LA Galaxy            | 7   | 4  | 2  | 0  | 1  | 1  | 9  | 6  | +3  |
| Barcelona            | 4   | 4  | 1  | 0  | 1  | 2  | 5  | 6  | -1  |
| América              | 4   | 4  | 1  | 0  | 1  | 2  | 3  | 4  | -1  |
| Chelsea              | 4   | 4  | 0  | 2  | 0  | 2  | 5  | 8  | -3  |
| Benfica              | 3   | 4  | 0  | 1  | 1  | 2  | 2  | 5  | -3  |
| San Jose Earthquakes | 0   | 4  | 0  | 0  | 0  | 4  | 4  | 12 | -8  |

| 11 de julio de 2015, 20:30 (UTC-7) | LA Galaxy                | 2:1 (1:1) | América     | StubHub Center, Carson                                         |                                                                |
|                                    | Keane 45+1' · Gordon 79' | Reporte   | 7' Quintero | Asistencia: 27,934 espectadores Árbitro(s): Armando Villarreal | Asistencia: 27,934 espectadores Árbitro(s): Armando Villarreal |

| 14 de julio de 2015, 19:30 (UTC-7) | San Jose Earthquakes | 1:2 (1:0) | América                  | Avaya Stadium, San José                                        |                                                                |
|                                    | Goodson 23'          | Reporte   | 76' Andrade · 83' Rivera | Asistencia: 18,000 espectadores Árbitro(s): Alejandro Mariscal | Asistencia: 18,000 espectadores Árbitro(s): Alejandro Mariscal |

| 17 de julio de 2015, 20:00 (UTC-7) | América | 0:1 (0:1) | Manchester United | StubHub Center, Carson                                      |                                                             |
|                                    |         | Reporte   | 5' Schneiderlin   | Asistencia: 46,857 espectadores Árbitro(s): Edvin Jurisevic | Asistencia: 46,857 espectadores Árbitro(s): Edvin Jurisevic |

| 18 de julio de 2015, 20:30 (UTC-4) | Benfica   | 1:3 (1:1) | Paris Saint-Germain                           | BMO Field, Toronto                                       |                                                          |
|                                    | Jonas 42' | Reporte   | 29' Augustin · 64' (pen.) Moura · 79' Digne · | Asistencia: 18 000 espectadores Árbitro(s): Drew Fischer | Asistencia: 18 000 espectadores Árbitro(s): Drew Fischer |

| 21 de julio de 2015, 20:30 (UTC-4) | Paris Saint-Germain                              | 4:2 (2:0) | Fiorentina                     | Red Bull Arena, Harrison                                       |                                                                |
|                                    | Matuidi 35' · Augustin 41' 75' · Ibrahimović 69' | Reporte   | 60' Joaquín · 79' (pen.) Rossi | Asistencia: 16,104 espectadores Árbitro(s): Jose Carlos Rivero | Asistencia: 16,104 espectadores Árbitro(s): Jose Carlos Rivero |

| 21 de julio de 2015, 20:00 (UTC-7) | Barcelona                | 2:1 (0:0) | LA Galaxy   | Rose Bowl Stadium, Pasadena                               |                                                           |
|                                    | Suárez 45' · Roberto 56' | Reporte   | 90+1' Meyer | Asistencia: 93.226 espectadores Árbitro(s): Ismail Elfath | Asistencia: 93.226 espectadores Árbitro(s): Ismail Elfath |

| 21 de julio de 2015, 20:00 (UTC-7) | San Jose Earthquakes | 1:3 (1:2) | Manchester United                  | Avaya Stadium, San José                                 |                                                         |
|                                    | Alashe 42'           | Reporte   | 32' Mata · 37' Depay · 61' Pereira | Asistencia: 18.000 espectadores Árbitro(s): Juan Guzmán | Asistencia: 18.000 espectadores Árbitro(s): Juan Guzmán |

| 22 de julio de 2015, 20:00 (UTC-4) | New York Red Bulls                          | 4:2 (0:1) | Chelsea               | Red Bull Arena, Harrison                                   |                                                            |
|                                    | Castellanos 51' · Adams 70' · Davis 73' 77' | Reporte   | Rémy 26' · Hazard 75' | Asistencia: 24,076 espectadores Árbitro(s): Roberto Sibiga | Asistencia: 24,076 espectadores Árbitro(s): Roberto Sibiga |

| 24 de julio de 2015, 20:00 (UTC-4) | Benfica                                                                | 0:0 (4:5 p.)               | Fiorentina                                                | Rentschler Field, Hartford del Este |  |
|                                    |                                                                        |                            |                                                           | Árbitro(s): Sorin Stoica            |  |
|                                    |                                                                        | Tiros desde el punto penal |                                                           |                                     |  |
|                                    | A. Almeida · Pizzi · Sílvio · Nélson Oliveira · Mehdi Carcela-González |                            | M. Pasqual · M. Badelj · J. Iličić · A. Rebić · M. Suárez |                                     |  |

| 25 de julio de 2015, 13:00 (UTC-7) | Barcelona   | 1:3 (0:1) | Manchester United                       | Levi's Stadium, Santa Clara                                  |                                                              |
|                                    | Rafinha 90' |           | Rooney 8' · Lingard 65' · Januzaj 90+1' | Asistencia: 68,416 espectadores Árbitro(s): Baldomero Toledo | Asistencia: 68,416 espectadores Árbitro(s): Baldomero Toledo |

| 25 de julio de 2015, 18:00 (UTC-4) | Paris Saint-Germain                                               | 1:1 (1:0) (5:6 p.)         | Chelsea                                                             | Bank of America Stadium, Charlotte                    |                                                       |
|                                    | Ibrahimović 25'                                                   |                            | Moses 65'                                                           | Asistencia: 61,224 espectadores Árbitro(s): Ted Unkel | Asistencia: 61,224 espectadores Árbitro(s): Ted Unkel |
|                                    |                                                                   | Tiros desde el punto penal |                                                                     |                                                       |                                                       |
|                                    | Motta · Rabiot · Ongenda · Bahebeck · Cavani · Marquinhos · Silva |                            | Falcao · Azpilicueta · Cuadrado · Rémy · Oscar · William · Courtois |                                                       |                                                       |

| 26 de julio de 2015, 19:30 (UTC-4) | New York Red Bulls               | 2:1 (1:1) | Benfica  | Red Bull Arena, Harrison   |                            |
|                                    | Wright-Phillips 34' · Grella 56' |           | Pizzi 7' | Árbitro(s): Alex Chilowicz | Árbitro(s): Alex Chilowicz |

| 28 de julio de 2015, 20:00 (UTC-4) | Chelsea                         | 2:2 (1:0) (4:2 p.)         | Barcelona                            | FedEx Field, Landover     |                           |
|                                    | Hazard 10' · Cahill 86'         |                            | Suárez 52' · Sandro 66'              | Árbitro(s): Allen Chapman | Árbitro(s): Allen Chapman |
|                                    |                                 | Tiros desde el punto penal |                                      |                           |                           |
|                                    | Falcao · Moses · Ramires · Rémy |                            | Iniesta · Halilović · Piqué · Sandro |                           |                           |

| 28 de julio de 2015, 21:00 (UTC-5) | América                                    | 0:0 (0:0) (3:4 p.)         | Benfica                                           | Estadio Azteca, Ciudad de México       |  |
|                                    |                                            |                            |                                                   | Árbitro(s): Jorge Isaac Rojas Castillo |  |
|                                    |                                            | Tiros desde el punto penal |                                                   |                                        |  |
|                                    | Martínez · Zúñiga · Marín · Colula · Rosel |                            | Cristante · Gaitán · Santos · Samaris · Rodríguez |                                        |  |

| 29 de julio de 2015, 20:00 (UTC-4) | Manchester United | 0:2 (0:2) | Paris Saint-Germain           | Soldier Field, Chicago |                        |
|                                    |                   |           | Matuidi 25' · Ibrahimović 34' | Árbitro(s): Alan Kelly | Árbitro(s): Alan Kelly |

| 2 de agosto de 2015, 21:00 (UTC+2) | Fiorentina          | 2:1 (2:1) | Barcelona  | Estadio Artemio Franchi, Florencia |                                 |
|                                    | Bernardeschi 4' 12' |           | Suárez 17' | Árbitro(s): Massimiliano Irrati    | Árbitro(s): Massimiliano Irrati |

| 5 de agosto de 2015, 20:00 (UTC+1) | Chelsea | 0:1 (0:1) | Fiorentina    | Stamford Bridge, Londres |                         |
|                                    |         |           | Rodríguez 34' | Árbitro(s): David Coote  | Árbitro(s): David Coote |

## Campeones
| Norteamérica y Europa | Australia   | China       |
| --------------------- | ----------- | ----------- |
| Paris Saint Germain   | Real Madrid | Real Madrid |

| Predecesor: 2014 | International Champions Cup ex World Football Challenge 2015 | Sucesor: 2016 |